# Геллатли, Джульет
Джульет Геллатли (англ. Juliet Gellatley) — британская писательница и активистка движения за права животных. Основатель и директор организации Viva!, The Vegetarian and Vegan Foundation и бывший сотрудник Vegetarian Society.
Автор нескольких книг о вегетарианстве и правах животных, в том числе «Как стать, быть и оставаться вегетарианцем» (англ. «The Livewire Guide to Going, Being and Staying Veggie!») и «Безмолвный ковчег» (англ. «The Silent Ark»).

## Карьера
Джульет Геллатли стала вегетарианкой в 15 лет, и провела большую часть трудовой жизни, занимаясь пропагандой защиты прав животных. После получения степени в области зоологии и психологии, она стала первым должностным лицом в Vegetarian Society, ответственным за молодёжное образование, и занимала эту должность в период 1987—1993 гг.
Она основала первый в Великобритании вегетарианский молодёжный журнал «Greenscene», и была его редактором.